# Drzeworyt sztorcowy
Drzeworyt sztorcowy (inaczej czołowy, poprzeczny, rylcowy) – technika graficzna druku wypukłego, którego twórcą był Thomas Bewick w 1790 roku.
Najbardziej znane drzeworyty Thomasa Bewicka, wykonane tą techniką, pochodzą z książki A History of British Birds, wydanej w latach 1797–1804, której jest jednocześnie autorem i ilustratorem.

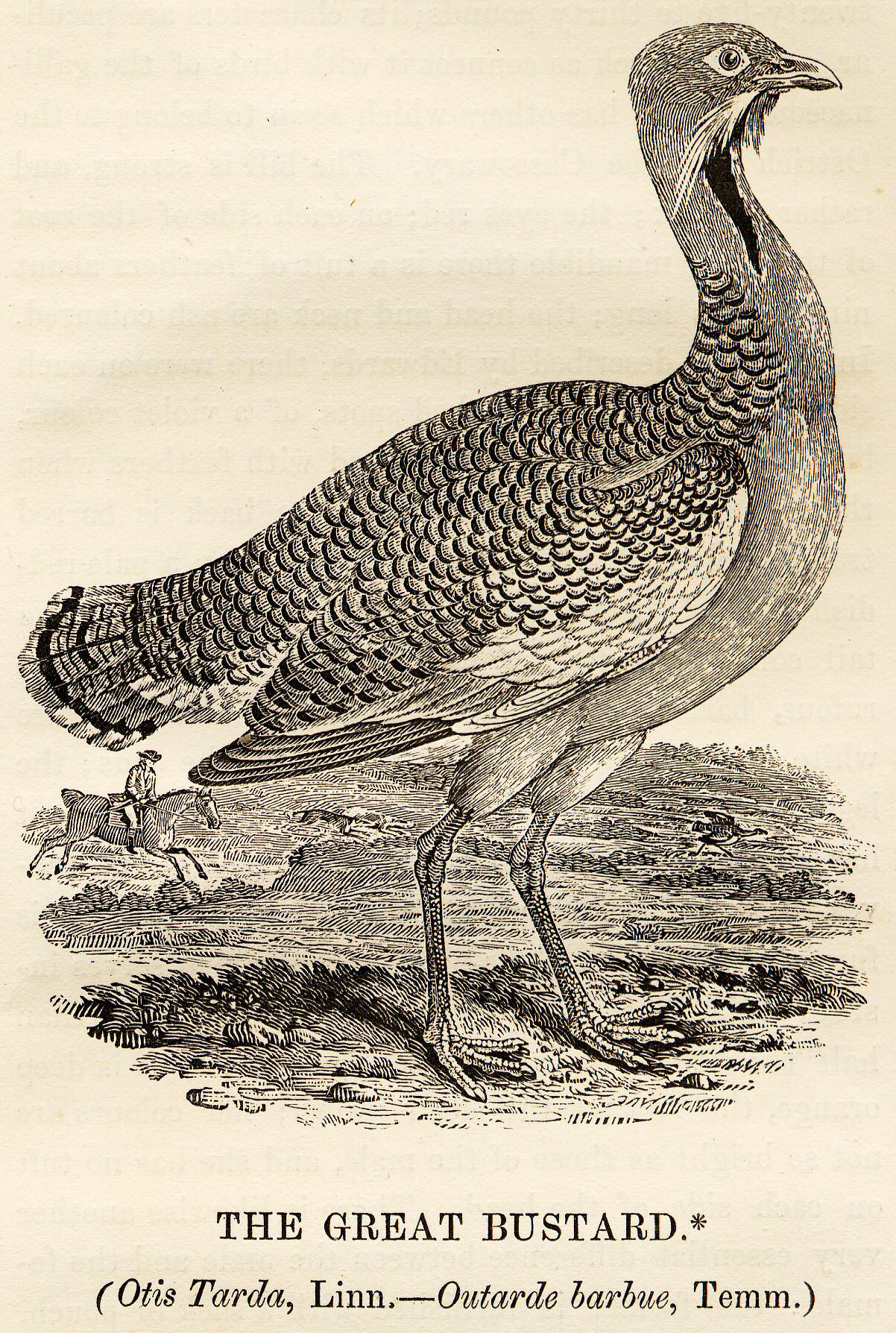
Drzeworyt sztorcowy wykonany przez Thomasa Bewicka. Pochodzi z jego książki A History of British Birds (1797–1804)

Do 1790 roku drzeworyt wycinany był w desce wzdłuż słoi. Thomas Bewick wykonał drzeworyt na desce ciętej poprzecznie z bukszpanu. Bukszpan jest gęstym drzewem z drobnymi słojami. Umożliwiał on swobodne używanie małych rylców, którymi można było dokładnie odtworzyć kreskowy rysunek, ale także formować precyzyjne cienie, półtony i światła kopiowanego obiektu, zwykle rzeźb lub obrazów. Pracując nad tą techniką graficzną, będącą odbiciem lustrzanym reprodukowanego obiektu, drzeworytnicy często posługiwali się lusterkiem. Powstawanie drzeworytu najczęściej odbywało się poprzez odbicie pierwowzoru na klocku drzeworytniczym.

## Drzeworyt sztorcowy w prasie
Drzeworyt sztorcowy mógł być odbijany wraz z kolumnami tekstu, co było powodem jego fenomenu i popularności w wydawnictwach prasowych w latach 30. i 40. XIX wieku.
Pierwszym grafikiem w Polsce, który użył drzeworyt Thomasa Bewicka, był Fryderyk Krzysztof Dietrich, oraz jego syn Fryderyk Adolf Dietrich. Drzeworyty sztorcowe przedstawiające krajobrazy i portrety, autorstwa Fryderyka Krzysztofa Dietricha, ukazały się na łamach czasopisma „Muzeum Domowe” w 1835 roku wydawanego pod redakcją Franciszka Salezego Dmochowskiego. Innymi ważnymi grafikami w Polsce, korzystającymi z tej techniki, byli m.in.: Wincenty Smokowski, Felicjan Maksymilian Fredro i Jan Styfi.
W latach 80. XIX wieku z czasem drzeworyt sztorcowy w prasie warszawskiej został zastąpiony tzw. cynkotypią.